# Kopernica
Kopernica é um município da Eslováquia localizado no distrito de Žiar nad Hronom, região de Banská Bystrica.

## Demografia
| Ano:        | 1994 | 2004   | 2014   | 2024    |
| ----------- | ---- | ------ | ------ | ------- |
| Broj ljudi: | 411  | 428    | 433    | 384     |
| Razlika:    |      | +4,13% | +1,16% | -11,31% |

| Ano:               | 2023 | 2024   |
| ------------------ | ---- | ------ |
| Número de pessoas: | 389  | 384    |
| Diferença:         |      | -1,28% |